# Liste des évêques de Katsina-Ala
La liste des évêques de Katsina-Ala recense les noms des évêques qui se sont succédé sur le siège de Katsina, au Nigeria depuis la fondation du diocèse de Katsina-Ala (en) (Dioecesis Katsinensis-Alensis) le 29 décembre 2012 par détachement de celui de Makurdi. 

## Sont évêques
- 29 décembre 2012 - † 14 février 2020 : Peter Adoboh (Peter Iornzuul Adoboh)

## Sources
- (en) Fiche du diocèse sur catholic-hierarchy.org